# Camarosporium dalmaticum
Camarosporium dalmaticum (Thüm.) Zachos & Tzav.-Klon., 1979 è un fungo ascomicete parassita di piante. Sull'olivo provoca una malattia conosciuta come Marciume delle olive.

## Sintomatologia
Sulle drupe il micelio invade i tessuti circostanti la camera di deposizione e si approfondisce fino a giungere al nòcciolo della drupa. All'esterno si forma un'area necrotizzata, la tacca, di circa un centimetro di diametro e di colore bruno, infossata, disseminata di piccoli punti neri, i picnidi, che costituiscono i conidiofori, le fruttificazioni del patogenono. Le olive colpite dal marciume vanno incontro ad una cascola precoce. Le olive così danneggiate non sono più commerciabili; discorso valido specialmente per le cultivar da mensa.

## Difesa
Il fungo si diffonde con l'insetto Prolasioptera berlesiana, parassita della mosca delle olive (Bactrocera oleae). La lotta contro il fungo si effettua pertanto indirettamente, mediante la lotta contro la mosca.